# Monaldo Leopardi
Il conte Monaldo Leopardi (Recanati, 16 agosto 1776 – Recanati, 30 aprile 1847) è stato un filosofo, politico e letterato italiano, importante esponente del pensiero controrivoluzionario e padre di Giacomo Leopardi.

## Biografia

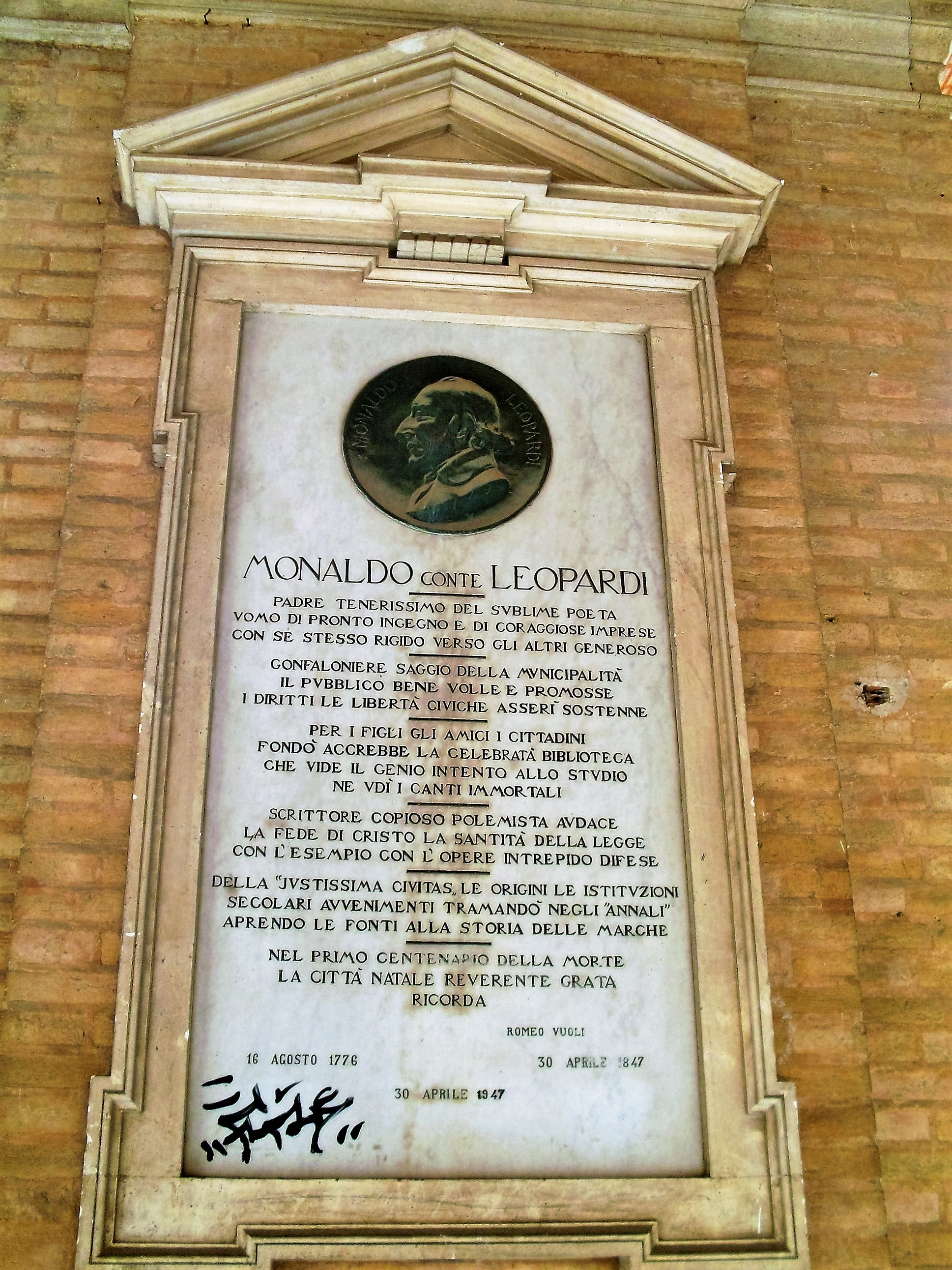
Monaldo Leopardi, targa commemorativa apposta sui portici di piazza Leopardi a Recanati

Figlio primogenito del conte Giacomo e di Virginia dei marchesi Mosca, nacque in una delle famiglie più preminenti di Recanati. Rimasto a quattro anni orfano del padre, crebbe con la madre (che non volle risposarsi per accudire i quattro figli), gli zii paterni rimasti celibi e i fratelli. Educato in casa dal precettore Giuseppe Torres (1744-1821), padre gesuita fuggito dalla Spagna a seguito della cacciata dell'ordine dal regno, ricevette una formazione improntata agli ideali cristiani, cui rimase fedele per tutto il resto della sua vita. Fu sottoposto alla tutela di un prozio, non potendo amministrare direttamente il patrimonio familiare per disposizione testamentaria. Ottenne tuttavia da papa Pio VI la deroga alla disposizione paterna e, all'età di 18 anni, assunse l'amministrazione della propria eredità (1794).
Dopo un primo progetto di nozze andato a monte, sposò nel 1797 la marchesa Adelaide Antici (1778-1857), sua lontana parente. Il matrimonio fu un matrimonio d'amore strenuamente osteggiato dalla famiglia di Monaldo, in base ad antiche dispute tra casati e per questioni economiche (mancanza di una dote adeguata), che per manifestare la propria contrarietà non partecipò al matrimonio, che venne infatti celebrato nella sala detta "galleria" di palazzo Antici a Recanati. Il patrimonio di famiglia, dalle mani di Monaldo, passò in quelle della moglie, a causa dei debiti del prozio che il conte non riusciva a ripianare. Frutto di questa unione tra opposti caratteri furono numerosi figli: di questi, raggiunsero l'età adulta Giacomo (1798-1837), Carlo (1799-1878), Paolina (1800-1869), Luigi (1804-1828) e Pierfrancesco (1813-1851).
A causa della impossibilità di gestirli (dovuta alla sua indole caritatevole verso i poveri, agli sperperi dei parenti e all'invasione giacobina), l'amministrazione dei beni di famiglia passò nelle mani della consorte, donna energica e severa; Monaldo poté così dedicarsi totalmente alla sua passione, gli studi e le lettere. Tra i suoi molti meriti vi è aver grandemente contribuito alla formazione del nucleo fondamentale (circa 20.000 volumi) della biblioteca di famiglia dei Leopardi, nella quale il giovane Giacomo passò i suoi anni di "studio matto e disperatissimo" (compresi i libri proibiti per i quali il conte ottenne la dispensa della Santa Sede, per metterli a disposizione dei figli) e che Monaldo donò all'intera cittadinanza recanatese a partire dal 1810, come ricorda la lapide apposta nella cosiddetta "prima stanza".

## L'impegno civico

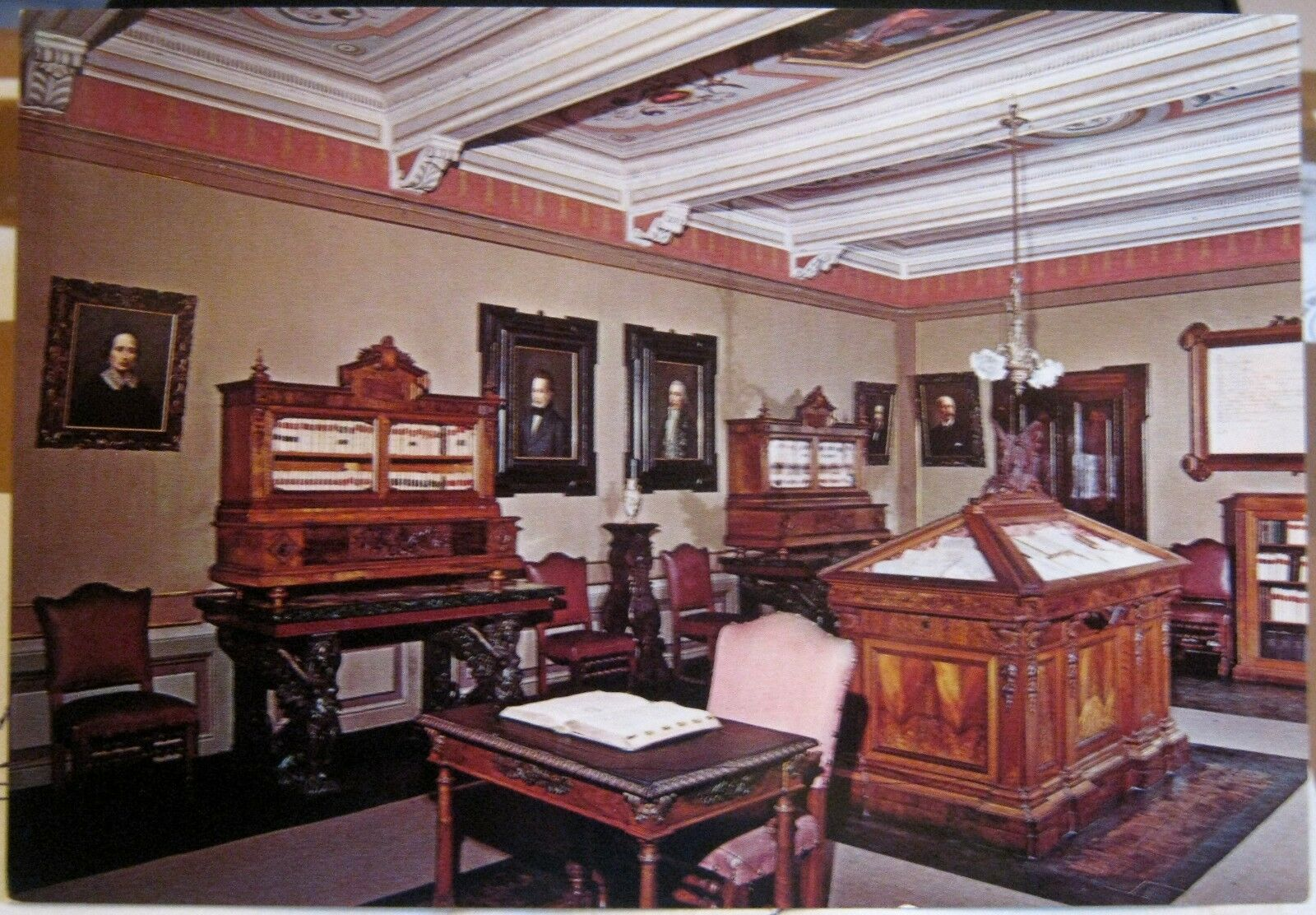
Angolo della biblioteca di palazzo Leopardi negli anni Cinquanta, con i ritratti di Monaldo, Adelaide e Giacomo

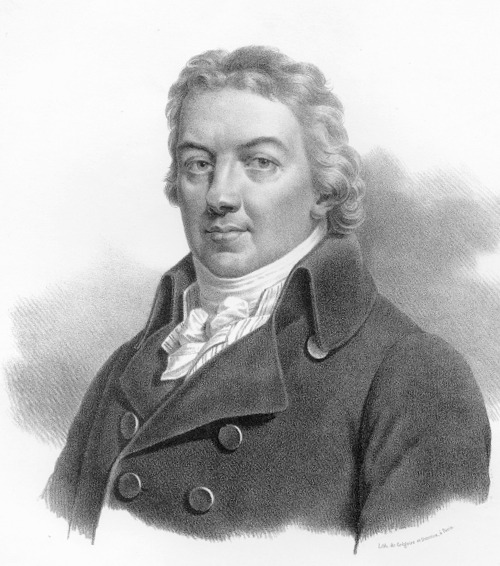
Il medico e naturalista britannico Edward Jenner

La sua opera è rappresentativa del concetto di reazione (per es., la demolizione dell'egualitarismo nel Catechismo sulle rivoluzioni), inoltre gli vanno riconosciuti diversi meriti acquisiti durante lo svolgersi della sua vita politica, indirizzata nei confronti di Recanati, città in cui visse.
Monaldo fu consigliere comunale a diciotto anni, governatore della città nel 1798 e, dal 1800 al 1801, amministratore dell'annona. Fu tra coloro che si mantennero fedeli al papa Pio VI nel periodo dell'occupazione francese. Nel 1797 s'adoperò per mantenere tranquilla la popolazione in tumulto contro le forze dei rivoluzionari francesi e, in accordo con i suoi principî morali e religiosi, rifiutò di assumere incarichi pubblici sia durante l'effimera Repubblica Romana (1798-99) sia durante il Regno napoleonico d'Italia (1805-1814).
Dal 1816 al 1819 e dal 1823 al 1826 fu gonfaloniere di Recanati, la massima carica amministrativa, e si occupò della costruzione di strade e di ospedali, dell'illuminazione notturna, del sostegno ai meno abbienti, della riduzione delle tasse, del rilancio degli studi pubblici e delle attività teatrali.
Sebbene fosse preoccupato per le conseguenze della meccanizzazione sull'occupazione, ritenne che le ferrovie e le macchine a vapore fossero tutt'altro che inconciliabili con una società cristiana. Stimolò inoltre il diboscamento del suolo, la messa a coltura dei prati, lo stabilimento di case coloniche e l'applicazione di nuove colture, come il cotone o la patata. Fu anche il primo a introdurre nello Stato Pontificio il vaccino antivaioloso dell'inglese Edward Jenner e lo fece sperimentare sui propri figli; poi, da gonfaloniere, rese obbligatoria la vaccinazione che svolgeva personalmente (in ciò smentendo la raffigurazione caricaturale di "retrogrado" che si attribuì ideologicamente alla sua figura da parte della critica novecentesca). Sostenne anche un progetto per la fondazione di un'università nella sua città natale, che però alla sua morte non ebbe seguito.

Infine, durante la carestia del 1816-1817, fece erogare gratuitamente i medicinali ai più bisognosi e creò occasioni di lavoro, sia maschile, con la costruzione di strade, sia femminile, con la tessitura della canapa. Come scrisse una volta, quelle attività riformatrici non erano in contrasto con le sue idee controrivoluzionarie; infatti dichiarò:
Nel 1837 morì il celebre figlio Giacomo: nonostante tra i due i rapporti non fossero distesi, la perdita gli causò grave dolore. Si spense nella città natale il 30 aprile 1847 e fu sepolto nella tomba di famiglia presso la chiesa di Santa Maria in Varano a Recanati.

## Opere
Dei molti scritti religiosi, storici, letterari, eruditi e filosofici di Monaldo Leopardi, i più noti sono i Dialoghetti sulle materie correnti nell'anno 1831, usciti nel gennaio 1832 con lo pseudonimo di "1150", MCL in cifre romane, ovvero le iniziali di "Monaldo Conte Leopardi". Ebbero immediatamente un grande successo, ben sei edizioni in cinque mesi, furono tradotti in più lingue e divennero notissimi nelle corti europee. Il figlio Giacomo, da Roma, ne informa il padre in una lettera dell'8 marzo:
Per umiltà lasciò i molti guadagni allo stampatore, il Nobili. È probabile che con quest'opera Monaldo volesse implicitamente contrapporsi alle Operette morali del figlio, che giudicava negativamente e riteneva contrarie alla fede cristiana. In essi, infatti, Monaldo esprimeva gli ideali della reazione, della restaurazione e del legittimismo, mettendo in scena personaggi simbolici o aperte personificazioni.
1. Dialogo diviso in due parti: l'Europa e la Giustizia discutono la situazione politica dell'epoca dapprima con l'Italia, poi con la Francia e la Restaurazione personificata;
2. Sono a colloquio la Libertà e il Giudizio: la prima esalta la rivoluzione greca, mentre il secondo argomenta in favore della repressione ottomana. Fanno poi l'ingresso un Turco stesso, malconcio dopo la battaglia di Navarino, e la Politica, che esorta a risolvere i conflitti con pragmatici compromessi.
3. Il Demonio accoglie agli inferi gran quantità di francesi, appena defunta combattendo nella rivoluzione del 1830 che ha rovesciato Carlo X: il Diavolo si compiace del rovesciamento, anche se ha da ridire sul nuovo re Luigi Filippo. I rivoluzionari manifestano poi l'intenzione di congratularsi con Napoleone, che subito sopraggiunge: tuttavia, con loro sorpresa, questi si dichiara contrario a quanto hanno compiuto, rivelando ai suoi connazionali defunti, con deliberata freddezza, la propria natura tirannica.
4. Il Mondo invoca il soccorso della Guerra: infatti è scosso dai diversi moti del 1830-1831, ancora una volta in particolare quelli francesi. Mentre la Guerra, finalmente convinta, sta per armarsi, sopraggiunge a fermarla la Moderazione, spiegando che non è possibile combattere dato che ora vige il principio del non intervento. Infine, arriva anche la Legittimità, in fuga dalla Francia.

Risalgono sempre al 1832 alcune opere di satira politica: Monaldo era infatti ottimo satirico e disseminava le sue opere di scherzi letterari. Tra esse, il Viaggio di Pulcinella (poi ristampato assieme ai Dialoghetti) le Prediche recitate al popolo liberale da don Muso Duro, curato nel paese della Verità e nella contrada della Poca Pazienza (versione digitalizzata). Fu inoltre autore di ricerche erudite, ammonimenti ai fedeli cattolici e articoli su varie riviste, tra cui si segnalano «La Voce della Verità» di Modena e «La Voce della Ragione» di Pesaro, che Leopardi stesso diresse dal 1832 al 1835. La rivista ottenne un buon successo, come dimostrano i 2000 abbonamenti sottoscritti in tutta Italia, tuttavia fu soppressa d'autorità nel 1835.
Rimasero inediti, invece, i suoi Annali recanatesi dalle origini della città all'anno 1800 e la sua Autobiografia, scritta nel 1824 e pubblicata solo postuma nel 1883: in quest'ultima la prosa di Monaldo si arricchisce di leggerezza, ironia e umorismo.
Negli ultimi anni di vita Monaldo visse appartato (non amava allontanarsi da Recanati: la sua più lunga assenza dalla casa paterna consistette in 2 mesi a Roma tra il dicembre 1801 e il gennaio 1802), deluso dalle caute aperture liberali del governo pontificio e dagli esordi del regno di papa Pio VII. Dal 1836 al 1838 collaborò al periodico svizzero Il Cattolico, di Lugano, tornando poi, negli ultimi anni, agli studi storici su Recanati, coltivati in gioventù.
Opere digitalizzate
- Monaldo Leopardi, La Santa Casa di Loreto. Discussioni storiche e critiche, Lugano, presso Francesco Veladini e C., 1841.
- Monaldo Leopardi, Istoria evangelica scritta in latino con le sole parole dei sacri Evangelisti, spiegata in italiano e dilucidata con annotazioni, Pesaro, pei tipi di A. Nobili, 1832.
- Monaldo Leopardi, Dialoghetti sulle materie correnti dell'anno 1831, 2ª ed., 1832.
- Monaldo Leopardi, Prediche recitate al popolo liberale da don Muso Duro, curato nel paese della verità e nella contrada della poca pazienza, s.n., 1832.

## Pensiero politico
Prendendo le mosse da una polemica antiburocratica che lo induceva a riconoscere in alcune scelte operate dal cardinale Ercole Consalvi una mera prosecuzione degli orientamenti rivoluzionario-centralistici caratteristici della stagione franco-napoleonica, Leopardi andava alla ricerca di una «gerarchica costituzione» buona a fornire ai sudditi, usciti «pargoli, imbecilli, nudi dall'utero della madre, bisognosi delle cure paterne, soggetti al dominio dei genitori», il viatico necessario per affrontare le traversie della vita e il conforto per lenire la propria fragilità di individui.
E la trovava nelle istituzioni ambientalmente più vicine all'ordine domestico familiare, nel quale riconosceva la cellula elementare di una società intesa come comunità religiosa, prima ancora o piuttosto che come consorzio civile: il comune, il municipio. Secondo Leopardi
L'obiettivo polemico del conte di Recanati, che scriveva queste considerazioni negli anni '30, era certo, in primo luogo, l'effervescenza politica antiassolutista che sentiva diffondersi in tutta Europa (non escluse le sue Marche, anch'esse scese in rivolta contro il papa nel 1831) dopo la rivoluzione di luglio e che in Francia s'era tradotta nell'entrata in vigore di una nuova costituzione, imposta in qualche modo dalla nazione al sovrano, e non concessa da questo a quella. Ma Monaldo Leopardi coglieva l'occasione anche per lanciare parole di fuoco contro quel modello politico centralista che ai suoi occhi rappresentava la versione, per così dire burocratica della medesima ideologia universalista che stava dietro alla rivoluzione.
Certo, nello Stato Pontificio più che altrove s'era assistito, dopo la stagione napoleonica, a un ritorno allo spirito del passato; per esempio in tema di tasse e di servizio militare. Tant'è vero che, «mentre i sudditi degli altri principi muoiono allesso e arrosto in migliaia, divorati dalle fatiche e dalle battaglie sulla terra e sull'acqua, noi sudditi del Papa stiamo tranquillamente a scaldarci al fuoco della cucina». Però nel passato prerivoluzionario le cose andavano meglio. Anche se lo Stato della Chiesa restava quello in cui
Viceversa, la «ristaurazione» s'era rivelata, anche nello Stato Pontificio, insufficiente. Alla riaffermazione del principio del diritto divino dei re, essa aveva infatti coniugato la contestuale irradiazione di una macchina burocratica la quale, secondo lui, somigliava da presso a quella di matrice rivoluzionaria, operativa ai tempi del Regno Italico: troppi impiegati statali (e troppe tasse) da un lato, troppo poco potere ai municipi, dall'altro; ovvero alle istituzioni attorno alle quali le virtù familiari avevano l'opportunità di germogliare nel modo migliore, e di tenere il «popolo fanciullo» lontano dal contagio rivoluzionario. Il risultato? Vanificando l'antica autonomia comunale,
Ma lo spirito nazionale demonizzato dal padre di Giacomo non si risolveva soltanto nel gesto blasfemo dei rivoluzionari, protesi, nella congiuntura del 1830-31, alla conquista di una costituzione «moderna» e dunque conflittuale rispetto all'istituto della monarchia di diritto divino. A costruire la nazione, intesa come astratta comunità generale sovraordinata ai mondi locali, era infatti anche un ulteriore deus ex machina, che apparentemente aveva poco a che spartire con la rivoluzione, ma che paradossalmente riproponeva quella che Monaldo ne considerava la vocazione tutta artificiosa e posticcia: lo stato, uno stato tanto materialmente ingombrante quanto spiritualmente anemico, dal momento che
Ma che cosa era opportuno intendere, allora, per patria?
Ovvero quel municipio, quella piccola comunità che il conte Monaldo avrebbe desiderato vedere - come in passato - più forte e meglio tutelata rispetto alla pervasività di quelle «migliaia di uffici i quali servono a governare (e in gran parte a divorare) lo Stato pontificio», e che «la concentrazione sconsiderata di tutti i movimenti sociali ha resi indispensabili».

## Rapporto con il figlio

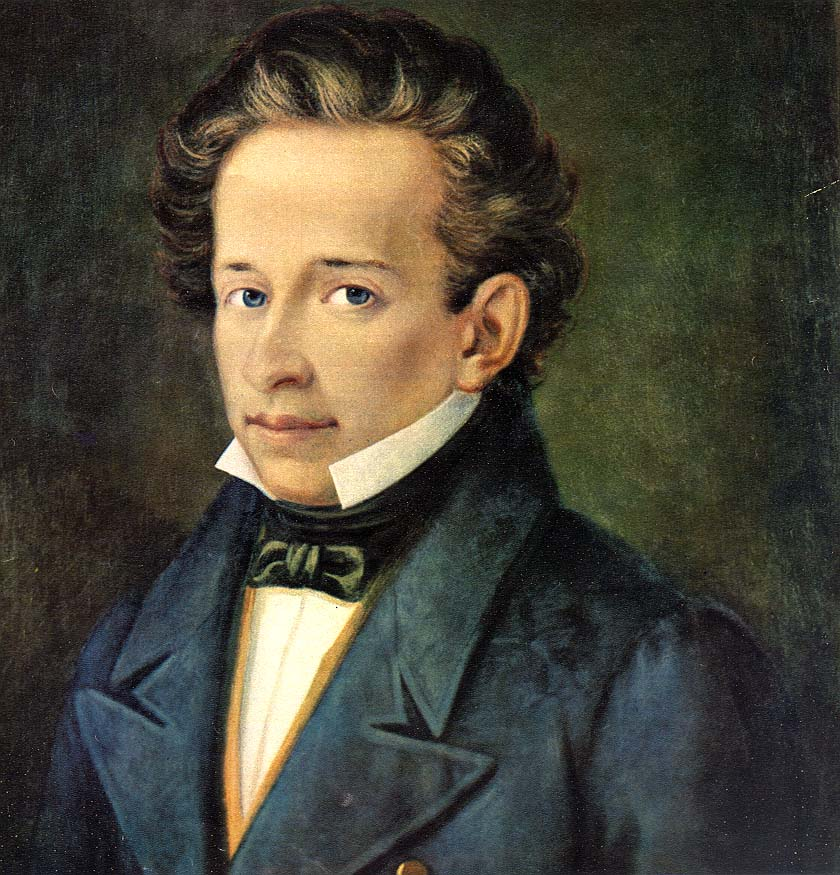
Ritratto di Giacomo Leopardi (ca. 1820)

Nonostante la vulgata dica il contrario, il rapporto con il figlio illustre appare buono: senz'altro nei primi anni Monaldo dovette essere orgoglioso della precocità del ragazzo, e nelle opere giovanili di Giacomo, ad esempio il Saggio sopra gli errori popolari degli antichi (1815), si avverte ancora l'influenza delle idee del padre. Ben presto, però, i loro spiriti presero strade diametralmente opposte: la crescente autonomia di pensiero di Giacomo preoccupava Monaldo.
La lettura del carteggio fra i due rivela una relazione affettuosa, soprattutto negli ultimi anni. La lettera più sincera scritta da Giacomo al padre è quella che quest'ultimo non lesse mai: si tratta della missiva datata luglio 1819, quando il poeta progettava la fuga, e che non fu mai spedita, perché egli dovette rinunciare ai suoi piani.
Nel 1825, finalmente, Giacomo lascia Recanati, per farvi ritorno solo saltuariamente. Da lontano, il padre assiste alla crescita della sua fama nel mondo intellettuale italiano, ma non riesce a comprendere la grandezza del figlio: disapprova la pubblicazione delle Operette morali, scrivendogli in una lettera (perduta) le "cose che non andavano bene", suggerimenti che nella risposta Giacomo promette di prendere in considerazione, ma che di fatto non sono mai accolti.
Nel 1832 la pubblicazione dei Dialoghetti di Monaldo è causa di attrito fra padre e figlio. Giacomo Leopardi si trovava a Firenze: nell'ambiente iniziò a circolare la voce che fosse lui l'autore dell'opera, espressione delle tesi reazionarie, cosa che egli fu costretto a smentire seccamente sul giornale Antologia di Giovan Pietro Vieusseux. Si sfogò poi per lettera con l'amico Giuseppe Melchiorri il 15 maggio:
In toni decisamente più miti ne scrive poi a Monaldo il 28:
Nelle ultime lettere Giacomo esprime la volontà di rivedere il padre, passando dai toni formali a quelli affettuosi ("carissimo papà" nell'ultima lettera).
Monaldo sopravvisse 10 anni al figlio. L'incompatibilità fra i due rimaneva però ancora evidente nel 1845, otto anni dopo la morte di Giacomo, non accettando lui le idee areligiose del poeta; la sorella di lui, Paolina, scriveva a Marianna Brighenti:
Su richiesta dell'ultimo amico di Leopardi, Antonio Ranieri, pochi giorni dopo la morte del figlio, Monaldo gli spedì un Memoriale con cenni biografici su Giacomo, con aneddoti e curiosità, in cui si avverte il dolore per la rottura fra i due e l'incapacità del padre di capire la direzione intrapresa dal figlio; il Memoriale si interrompe all'anno 1832: "Tutto ciò che riguarda il tratto successivo è più noto a Lei che a me", scrive infatti. Nonostante ciò, Monaldo piangerà con dolore la perdita di Giacomo, al punto che quando redigerà il proprio testamento nel 1839, alla settima volontà scrisse: